# Yōsuke Kubozuka
Pour les articles homonymes, voir Kubozuka.
Yōsuke Kubozuka (窪塚 洋介, Kubozuka Yōsuke), né le 7 mai 1979 à Yokosuka (préfecture de Kanagawa), est un acteur japonais.

## Filmographie

### Cinéma
- 1996 : Midori : Minoru Kobayashi
- 1998 : Takkyû onsen
- 2000 : Soshite, tomodachi
- 2000 : Tengoku ni ichiban chikai otoko special : Yuki Satoru
- 2000 : Tomie: Replay : Fumihito Sato
- 2001 : Go : Sugihara
- 2001 : Oboreru sakana : Munetaka Akiyoshi
- 2002 : Keimusho no naka
- 2002 : Kyoki no sakura : Yamaguchi Susumu
- 2002 : Laundry : Teru
- 2002 : Pinpon : Yutaka Hoshino / Peco
- 2003 : Samouraï résurrection : Amakusa Shiro Tokisada
- 2005 : Onaji tsuki wo miteiru : Tetsuya Kumagawa
- 2005 : Tobi ga kururi to : Beautician
- 2006 : Song shu zi sha shi jian : Oshima
- 2007 : Ore wa, kimi no tame ni koso shini ni iku
- 2008 : Ichi, la femme samouraï (Ichi) de Fumihiko Sori : Toraji Shirakawa
- 2008 : Maboroshi no Yamataikoku : Kazuma Sasabe
- 2009 : Pandora no hako : Tsukushi
- 2010 : Tôkyô-jima : Watanabe
- 2010 : Yukizuri no machi : Nakagome
- 2011 : Genji monogatari : Sennen no nazo : Abe Seimei
- 2011 : Himizu : Teruhiko
- 2011 : Monsutâzu kurabu : Yuki Kakiuchi
- 2011 : Ugly
- 2012 : Herutâ sukerutâ : Takao nanbu
- 2013 : Ji ekisutorîmu sukiyaki : Ohkawa
- 2014 : Ai no uzu : employé de bureau
- 2014 : Fûja
- 2014 : Sanbun no ichi : Sho Hama
- 2014 : Tokyo Tribe : Nkoi
- 2015 : Z airando
- 2016 : Silence : Kichijiro
- 2017 : Arî kyatto : Hideaki Ashita

### Télévision

#### Séries télévisées
- 1994 : Hen : Ryûichi Kobayashi
- 1998 : GTO : Great Teacher Onizuka : Kibuchi Yoshito
- 1999 : Lipstick : Kouki Makimura
- 2000 : Ikebukuro West Gate park : Takashi (King of G-Boys)
- 2000 : Omiai Kekkon : Junichi Ohata
- 2001 : Strawberry on the Shortcake : Tetsuya Saeki
- 2002 : Rongu rabu retâ : Hyôryû kyôshitsu
- 2019 : Giri/Haji : Yuto Mori
- 2022 : Tokyo Vice : Naoki Hayama